# Negrar di Valpolicella
Negrar di Valpolicella (Negrar fino all'8 febbraio 2019; IPA: /neˈɡrar/; Negràr in veneto) è un comune italiano di 16 492 abitanti della provincia di Verona in Veneto.
Geograficamente localizzato in Valpolicella, si estende per 40,42 km² di superficie, con altitudine che varia da un minimo di 70 m s.l.m. ad un massimo di 860 m. 
Negrar dista circa 12 chilometri da Verona, in direzione nord ovest. Oltre al capoluogo, il comune è composto dalle frazioni di Arbizzano, Montecchio Veronese che è il paese più alto (410 metri d'altezza), Santa Maria, San Peretto, San Vito, Torbe, Fane, Mazzano e Prun. Le ultime quattro sono state aggregate al comune di Negrar solo dal 1929.
La zona risulta abitata fin dalla preistoria con i reperti più antichi che risalgono al paleolitico medio. Si suppone che in località Colombare vi fosse un insediamento, protrattosi tra la fine del neolitico agli inizi dell'età del rame. Durante la dominazione romana, iniziata attorno al II secolo a.C., il territorio, eccetto Arbizzano, era abitato dagli Arusnati, una popolazione che vi si stanziò già a partire dal V secolo a.C. In località Corteselle di Villa sono stati portati alla luce i resti di una villa patrizia del III secolo d.C. L'unica testimonianza dell'epoca longobarda è una tomba risalente alla metà del VI secolo. Intorno all'anno 1000 si formò una signoria rurale, e alcuni documenti dell'epoca raccontano della presenza nell'odierno capoluogo di un castello e di una pieve, mentre è attestata la presenza di un castello a Prun e a Fane. Caduta nel 1387 la signoria degli Scaligeri, la zona fu per un breve periodo dominata dai Visconti che la divisero in "vicariati". Nel 1405 Negrar passa sotto il controllo della repubblica di Venezia. Il periodo veneziano è contraddistinto da una prosperità economica e sul territorio vi è un fiorire di ville venete di proprietà di nobili veronesi che qui possedevano terreni. Con l'arrivo delle armate napoleoniche tramonta l'epoca della Serenissima e viene definitivamente sciolto il Vicariato della Valpolicella e con esso terminano i privilegi e l'autonomia che la popolazione negrarese aveva potuto godere per gran parte della propria storia.

## Geografia fisica
Negrar di Valpolicella è racchiuso a nord da Sant'Anna d'Alfaedo, a est da Grezzana, a sud da Verona, a ovest da San Pietro in Cariano e Marano di Valpolicella.
Orograficamente è diviso in due parti: la collina a nord al confine con Sant'Anna d'Alfaedo e intorno alla valle che porta al capoluogo, e la pianura a sud e nell'ampia valle che si insinua fino a Negrar.

### Territorio
Il territorio comunale comprende la valle del bacino idrografico del torrente (chiamato progno in dialetto locale) Negrar, che si estende da nord dai monti Robiango, Noroni e Masùa, da est dai monti Nuvola, Fiàmene, Comune e Tondo, a da ovest dal Masùa e Tesoro. Questi rilievi si formarono intorno agli inizi del Quaternario a seguito di frane e smottamenti. Spostandosi verso sud, poco prima di incontrare il capoluogo, la valle si apre in una pianura alluvionale di origine fluviale, costituita prevalentemente da ghiaia e limo, depositati in seguito alle alluvioni del periodo quaternario. Nel fondovalle si possono trovare diversi tipi di roccia, il cui colore può variare dal rosso al bianco, che comprendono il famoso rosso ammonitico veronese risalente al Giurassico e il biancone del Cretaceo. Ancora più in profondità, si scoprono formazioni argillose di calcare bianco.
La zona collinare e pre-collinare si è originata da elementi marini del Cretaceo e dell'Eocene, e da resti di attività vulcanica intervenuta tra il Paleocene e l'Eocene, ben testimoniata da diverse formazioni rocciose di colore scuro. Da tempo immemorabile in queste zone era presente una fiorente industria estrattiva; in particolare, le cave di Prun, scavate nel fianco del monte Noroni, hanno per secoli fornito lastame e rosso ammonitico. In località Novare, fino all'inizio del XX secolo si estraeva ferro da gallerie che si estendono per oltre 2 000 metri, mentre al Siresol vi era un giacimento di manganese. Oggi abbandonate, queste miniere sono meta di appassionati che possono trovare quarzi, ametiste, pirolusiti, calciti e ranciéiti.
Come già detto, la valle è attraversata dal Progno di Negrar che assume un carattere torrentizio, come tutti i suoi affluenti che nascono negli impluvi generando, a poche decine di metri a sud della località Proale (sulla strada che porta a Fane), una serie di cascate torrentizie di circa 100 metri di salto complessivo; il segmento principale (il primo) è di oltre 30 metri. Come tutta la Lessinia, il suolo è carsico, e privo di acque superficiali.

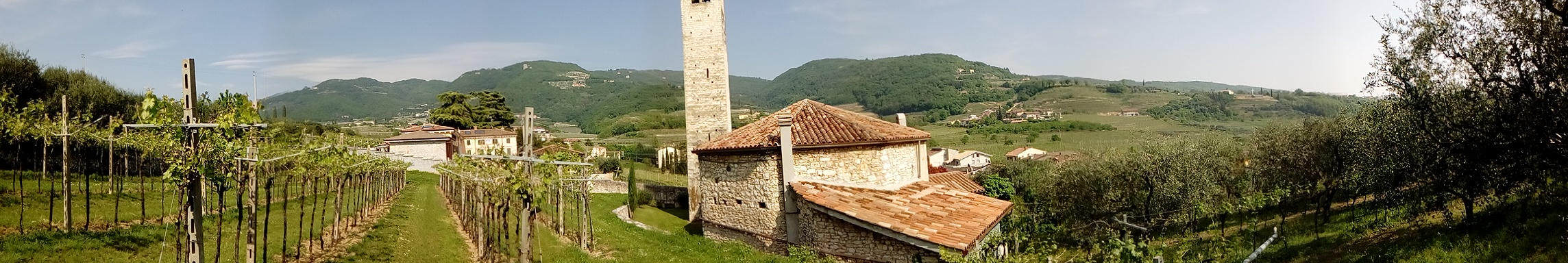
Panorama della campagna sopra la località di San Peretto

### Clima
Il clima è complessivamente mite durante tutto il periodo dell'anno, soprattutto durante la stagione invernale, favorito dalla protezione a nord dei monti Lessini e dalla buona esposizione al sole verso sud, tanto da farlo avvicinare molto a quello di tipo mediterraneo. Nei mesi invernali la temperatura raramente scende di molti gradi sotto lo zero ad eccezione della zona montuosa. D'estate le temperature massime si aggirano mediamente tra i 25-30 gradi e le minime tra i 18 e i 20, con una lieve differenza tra la collina, generalmente più fresca e ventilata, e la zona pianeggiante.
I giorni di nebbia sono circa 25-30 nelle zone di fondo valle, mentre non superano i 15 in quelle collinari fino ad un'altezza di 500 metri.
La piovosità annua è di 850 mm circa nella zona più pianeggiante, di 1 200 mm circa nella zona tra i 500 ed i 700 m e infine di 1 000 mm circa nella zona montana. Le precipitazioni sono concentrate soprattutto in primavera e autunno, mentre in estate si possono verificare intensi fenomeni temporaleschi, talvolta accompagnati da grandine. La neve è rara, e generalmente non vi si mantiene a lungo. I venti invernali dominanti sono la bora, che soffia da nord-est, e lo scirocco, proveniente da sud-est. Talvolta si sperimenta anche il vento di föhn, caratterizzato da raffiche sferzanti. Di converso, d'estate si hanno, di norma, leggere brezze. Dal punto di vista legislativo, il comune ricade nella "Fascia climatica E" con 2.605 gradi giorno.
Di seguito si riportano i dati della stazione meteorologica di Verona Boscomantico, situata a pochi chilometri a sud-est rispetto al capoluogo e quindi significativi almeno per quanto riguarda la parte in pianura del territorio.
| Verona Boscomantico (1961-1990)                      | Mesi | Mesi | Mesi  | Mesi  | Mesi  | Mesi  | Mesi  | Mesi  | Mesi  | Mesi | Mesi | Mesi | Stagioni | Stagioni | Stagioni | Stagioni | Anno   |
| Verona Boscomantico (1961-1990)                      | Gen  | Feb  | Mar   | Apr   | Mag   | Giu   | Lug   | Ago   | Set   | Ott  | Nov  | Dic  | Inv      | Pri      | Est      | Aut      | Anno   |
| ---------------------------------------------------- | ---- | ---- | ----- | ----- | ----- | ----- | ----- | ----- | ----- | ---- | ---- | ---- | -------- | -------- | -------- | -------- | ------ |
| T. max. media (°C)                                   | 6,4  | 8,8  | 13,1  | 17,4  | 21,6  | 25,9  | 28,7  | 27,9  | 23,9  | 18,0 | 11,4 | 7,1  | 7,4      | 17,4     | 27,5     | 17,8     | 17,5   |
| T. media (°C)                                        | 3,2  | 5,3  | 9,1   | 13,0  | 16,9  | 20,9  | 23,7  | 23,1  | 19,5  | 14,1 | 8,4  | 3,4  | 4,0      | 13,0     | 22,6     | 14,0     | 13,4   |
| T. min. media (°C)                                   | 0,0  | 1,7  | 5,2   | 8,6   | 12,2  | 16,0  | 18,7  | 18,3  | 15,2  | 10,3 | 5,4  | 0,5  | 0,7      | 8,7      | 17,7     | 10,3     | 9,3    |
| Nuvolosità (okta al giorno)                          | 6    | 5    | 5     | 5     | 4     | 4     | 3     | 3     | 4     | 4    | 6    | 5    | 5,3      | 4,7      | 3,3      | 4,7      | 4,5    |
| Precipitazioni (mm)                                  | 46   | 41   | 47    | 52    | 80    | 73    | 68    | 74    | 60    | 68   | 59   | 44   | 131      | 179      | 215      | 187      | 712    |
| Giorni di pioggia                                    | 6    | 5    | 7     | 7     | 10    | 8     | 7     | 6     | 6     | 6    | 7    | 6    | 17       | 24       | 21       | 19       | 81     |
| Radiazione solare globale media (centesimi di MJ/m²) | 560  | 880  | 1 340 | 1 710 | 2 040 | 2 230 | 2 270 | 1 920 | 1 460 | 980  | 590  | 430  | 1 870    | 5 090    | 6 420    | 3 030    | 16 410 |

## Origini del nome
Il toponimo "Negrar" compare per la prima volta nel 1046, con la dicitura "Negrario". Questo deriva dal nome in latino volgare nigrariu, "luogo con terra nera".

## Storia

### Preistoria e antichità
La mancanza di scavi archeologici sistematici in zona non ha permesso di ricostruire la vita degli abitanti preistorici della zona. Tuttavia, facendo un confronto con le scoperte effettuate nei paesi limitrofi, si può supporre che il territorio negrarese fosse abitato per tutto il Paleolitico da una popolazione che viveva in piccole grotte e semplici capanne, la cui sussistenza era basata sulla caccia e la raccolta. I reperti più antichi sono stati ritrovati tra Montecchio e Montericco, e sono risalenti al Paleolitico medio. In località Colombare vi fu un insediamento umano popolato dalla fine del Neolitico agli inizi dell'età del rame, mentre a sud del monte Robiago è stata portata alla luce una sepoltura collettiva risalente ai primi secoli dell'età del rame.

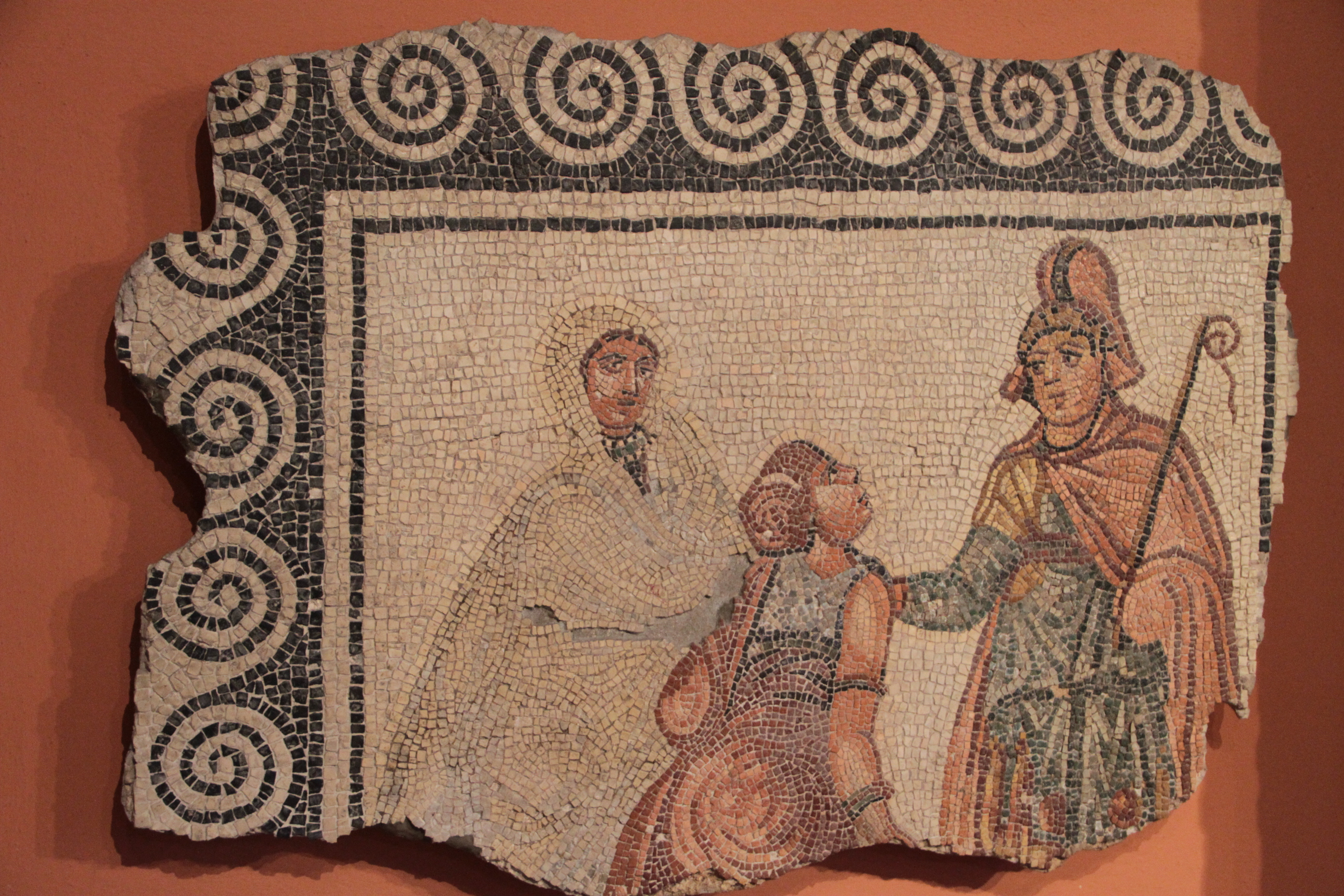
Mosaico del pavimento di una villa romana trovato a Negrar.

Durante la dominazione romana, iniziata attorno al II secolo a.C., la zona di Negrar, eccetto Arbizzano, era abitata dagli Arusnati (pagus Arusnatium), popolazione di probabile origine etrusca o comunque italica, che si stanziò nella zona già a partire dal V secolo a.C. Anche sotto Roma, gli Arusnati mantennero una discreta autonomia. In quest'epoca, a Negrar vennero edificate numerose residenze di campagna destinate alla villeggiatura delle famiglie patrizie veronesi; i resti di una villa del III secolo d.C. sono stati rinvenuti sulle colline di Negrar (in località Corteselle di Villa), tra cui frammenti di pavimenti a mosaico, ora custoditi nel museo archeologico al teatro romano. In località Novare vi è un acquedotto romano, scoperto alla fine del XIX secolo, che convogliava l'acqua del torrente Roselle fino a raggiungere la città di Verona.

### Storia medievale
Nell'alto medioevo, nel corso delle invasioni barbariche, diverse popolazioni attraversarono o si stanziarono nella zona. Durante dei lavori effettuati nell'ospedale del capoluogo è stata ritrovata una tomba risalente alla metà del VI secolo, ove fu sepolto il corpo di un uomo con il corredo di una spada e di uno scudo. Questo è l'unico reperto longobardo fino ad oggi scoperto nel territorio di Negrar.

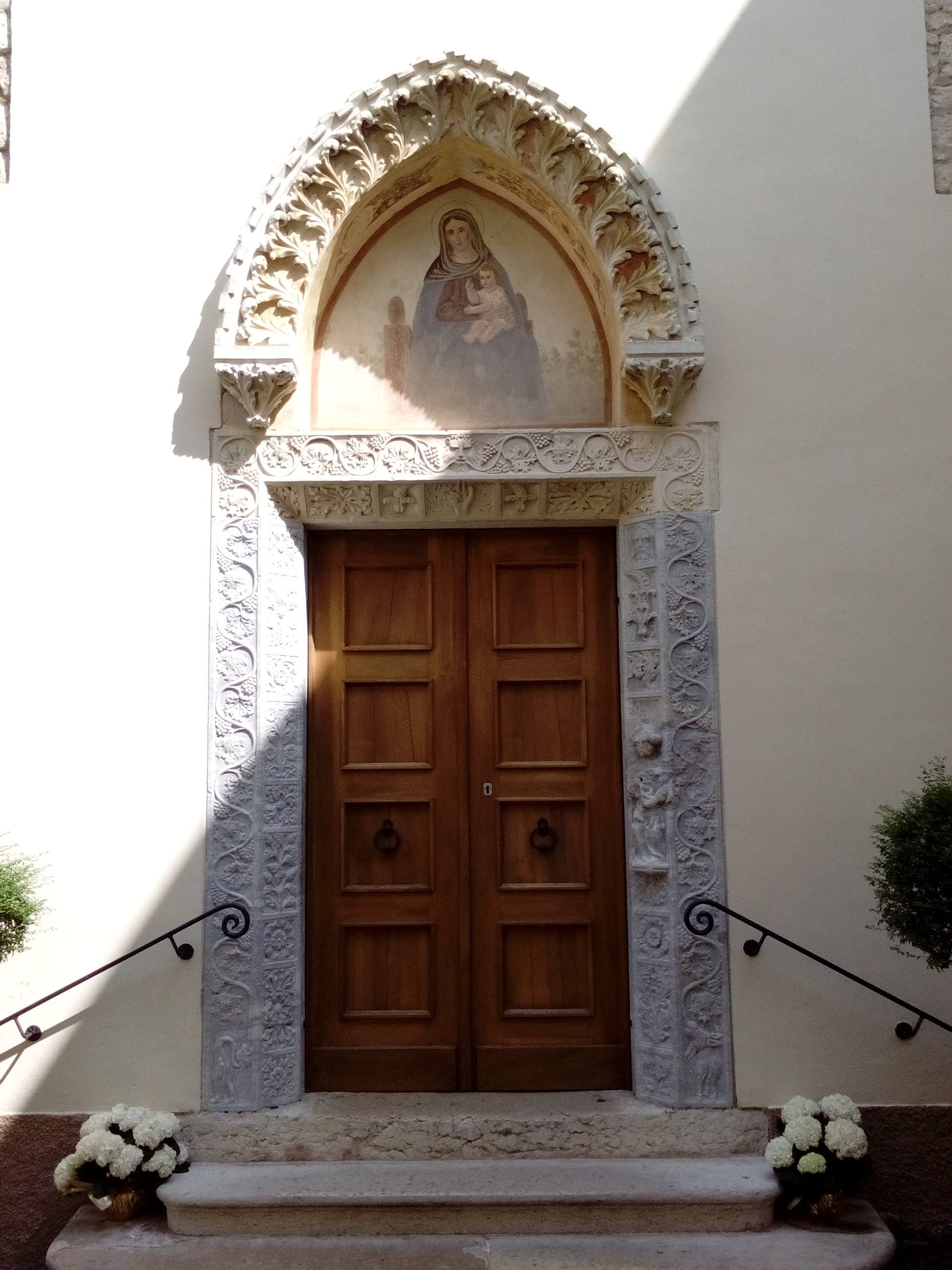
Portale della chiesa di San Pietro ad Arbizzano risalente al XII o al XIII secolo. Il sovrastante protiro ad arco acuto è di epoca successiva

Nell'XI secolo, la valle di Negrar era chiamata "Valle Veriacus" (Valle di Veriago) ed era distinta dalla "Valle Provinianensis" (Valle di Proviniano) che comprendeva il restante territorio dell'odierna Valpolicella. Intorno all'anno Mille, nella zona si delineò una signoria rurale; alcuni documenti dell'epoca raccontano della presenza nell'odierno capoluogo di un castello e di una pieve, mentre sembra che vi fosse solo un castello a San Vito e a Roselle (castrum Resellarum). Nella parte più alta della valle, viene invece attestata la presenza di un castello a Prun nel 983 e a Fane nel 1090. Con l'affermarsi del comune di Verona, anche i numerosi villaggi locali iniziarono a mutare il proprio ordinamento trasformandosi in comuni rurali. In un documento del 1166 viene per la prima volta nominata l'esistenza del comune di Negrar, venutosi a costituire, pacificamente, probabilmente già tra il 1050 e il 1100. Un elenco risalente al 1184 ci permette di identificare i restanti comuni esistenti nella valle: Fane, Prun, Mazzano, Torbe, San Vito, Novare e Arbizzano.
Per tutto il XIII secolo la zona fu funestata da numerosi scontri armati, tanto che nel 1238 fu necessario emanare gli statuta et ordinamenta in cui i cittadini venivano obbligati a prestare un servizio di difesa al castello e alla pieve. Il comune era governato da un Villico (Sindaco) coadiuvato da due decani e undici consiglieri. L'avvento della signoria scaligera rappresentò la fine delle guerre civili, e nel 1311 Federico della Scala fu messo a capo della Contea della Valpolicella, di cui Negrar rappresentava un importante centro amministrativo. La pieve di San Martino di Negrar, insieme a quelle di San Floriano e di San Giorgio, costituiva la colonna portante della religiosità del vicariato.
La popolazione medievale, particolarmente numerosa nella valle, traeva la sua sussistenza grazie ad un'intensa attività agricola in cui ci si dedicava soprattutto ai cereali, ma non mancavano viti e olivi. L'organizzazione del lavoro nei campi avveniva tramite le curtis e la suddivisione dei fondi era caratterizzata maggiormente da proprietà di vaste dimensioni, tuttavia vi erano anche piccoli appezzamenti di proprietà o dati in locazione. La consultazione di alcuni contratti di affitto dell'epoca racconta che la zona compresa tra San Vito e Torbe, la Valle Veriacus, vantasse una produzione di uve molto apprezzate e che qui l'Abbazia di Verona fosse in possesso di vaste proprietà terriere.

### Storia moderna
Caduta nel 1387 la signoria degli Scaligeri, la zona fu per un breve periodo dominata dai Visconti che la divisero in "vicariati". Terminata nel 1404 la dominazione viscontea, e dopo un brevissimo dominio dei carraresi, Negrar passa sotto il controllo della Serenissima, con la dedizione di Verona a Venezia, avvenuta il 22 giugno 1405. Con i nuovi dominatori, la valle continuò comunque a far parte del Vicariato della Valpolicella, la cui sede venne stabilita a San Pietro in Cariano, dotato di un proprio statuto che, pur subendo alcune inevitabili modifiche nel corso degli anni, si può ritenere che nella sostanza sia rimasto sempre lo stesso. Per quanto riguarda il comune di Negrar, durante il XV secolo era retto da un Massaro, eletto da sei sindaci che si occupano di organizzare la società. Dal seicento l'assetto amministrativo muta con il Massaro che guadagna maggiori poteri mentre i sindaci svolgono il ruolo di consiglieri.

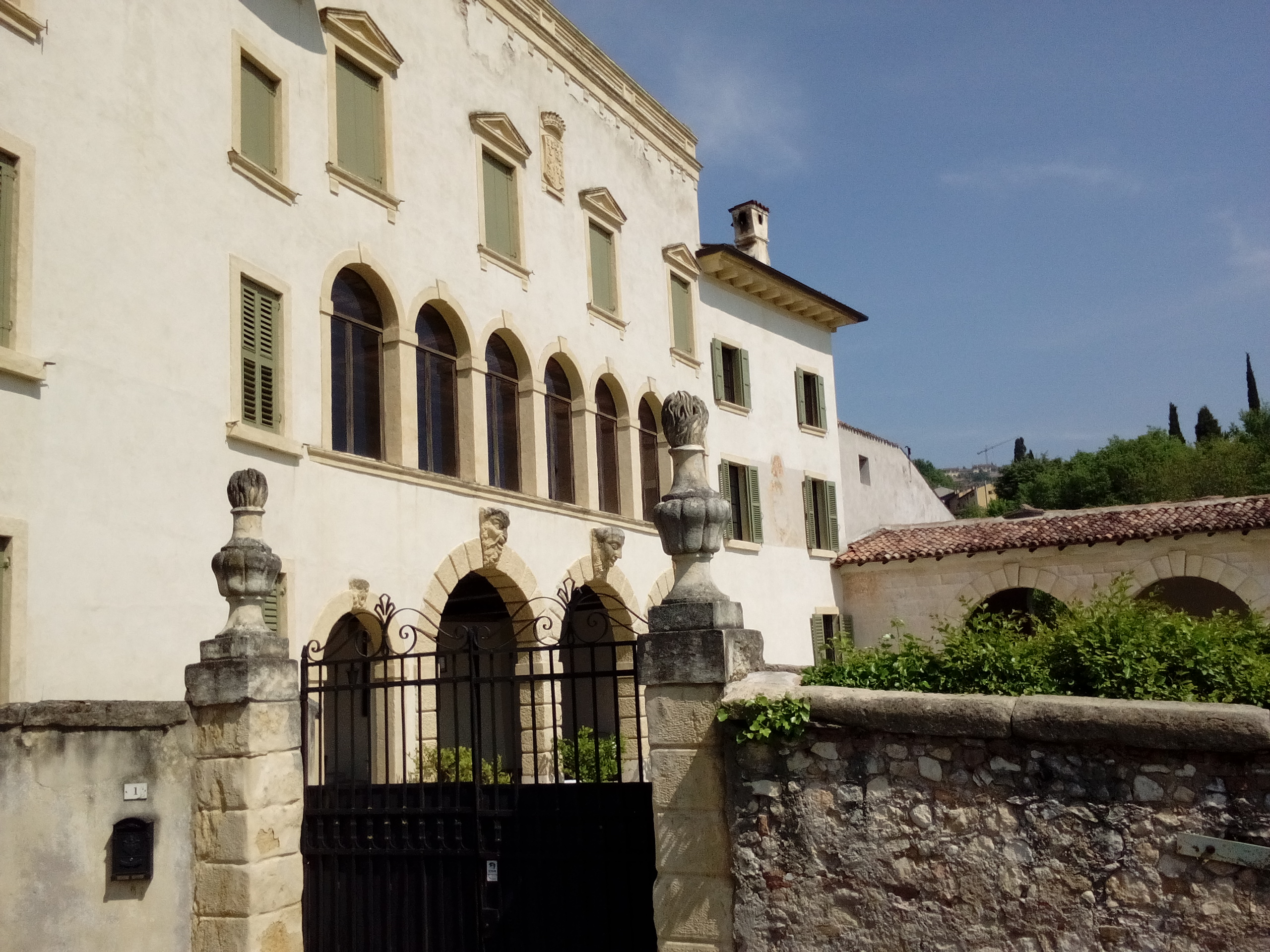
Villa Turco, Zamboni del XVI secolo. Durante la dominazione di Venezia, nel territorio sorsero numerose ville venete.

In questi secoli si assiste al perdurare dell'espansione demografica, già iniziata dopo l'anno mille, che si accentuò particolarmente verso la fine del XV secolo. Nel 1530 la comunità della valle conta circa 2 400 anime, per la maggior parte concentrate nei due centri più importanti di Negrar (con San Vito) e Prun che contano circa 1 000 persone ognuno mentre Arbizzano e Novare complessivamente non superano i 150-200 abitanti. Tale crescita verrà interrotta da due pestilenze che colpirono duramente la zona di Verona, quella del 1575 e quella del 1630. Terminati questi infausti anni, la popolazione si riprese lentamente, anche, a seguito di una migrazione dalla città di Verona.
Come detto, il periodo veneziano è contraddistinto da una prosperità economica e sociale: il territorio viene arricchito dal fiorire di ville venete fatte costruire da nobili veronesi che qui possedevano aziende agricole o che vi si recavano per soggiorno e villeggiatura. Nel 1791, nell'odierno capoluogo, inizia il mercato settimanale del bestiame. Ricordo di quel periodo è la colonna con il leone alato, simbolo di Venezia, che viene innalzata davanti alla chiesa. Questo simbolo verrà smantellato quando nel 1796 l'esercito francese, con a capo Napoleone Bonaparte, conquistò Verona e pose quindi anche Negrar sotto il suo dominio. I resti della colonna, ricomposti, oggi si trovano nella piazza posta a sud del municipio.
In seguito al trattato di Campoformio, che decretava la scomparsa della repubblica di Venezia, venne soppresso il Vicariato della Valpolicella, e il territorio fu trasformato in uno dei dieci distretti in cui era divisa la provincia di Verona. Il vicariato venne però ristabilito per un breve periodo in seguito alla cessione del Veneto all'Austria, per poi scomparire definitivamente in seguito alla pace di Presburgo del 1805, quando tutto il Veneto tornò sotto il dominio napoleonico. Questo significò il tramonto dell'autonomia e dei privilegi che la popolazione Negrarese aveva potuto godere per gran parte della sua storia.
In seguito alla Restaurazione e al Congresso di Vienna del 1814-15, Negrar passò stabilmente sotto il controllo dell'impero austro-ungarico. Il cambio di dominazione fu salutato con soddisfazione dalla maggior parte della popolazione, e portò ad un rinnovamento amministrativo ed economico a partire dal miglioramento delle vie di comunicazione. È a partire dalla metà del XIX secolo che Negrar, grazie ad una lungimirante scelta di investire sulla qualità della coltivazione dell'uva, diventa una delle poche località, insieme a Bardolino e a Soave, in cui viene prodotto un vino adatto all'imbottigliamento e quindi utilizzabile per l'esportazione. L'epoca asburgica ha comunque lasciato ben poche testimonianze della sua presenza nel territorio Negrarese. Nel 1866, a seguito della Terza guerra d'indipendenza italiana, il Veneto viene annesso al Regno d'Italia.

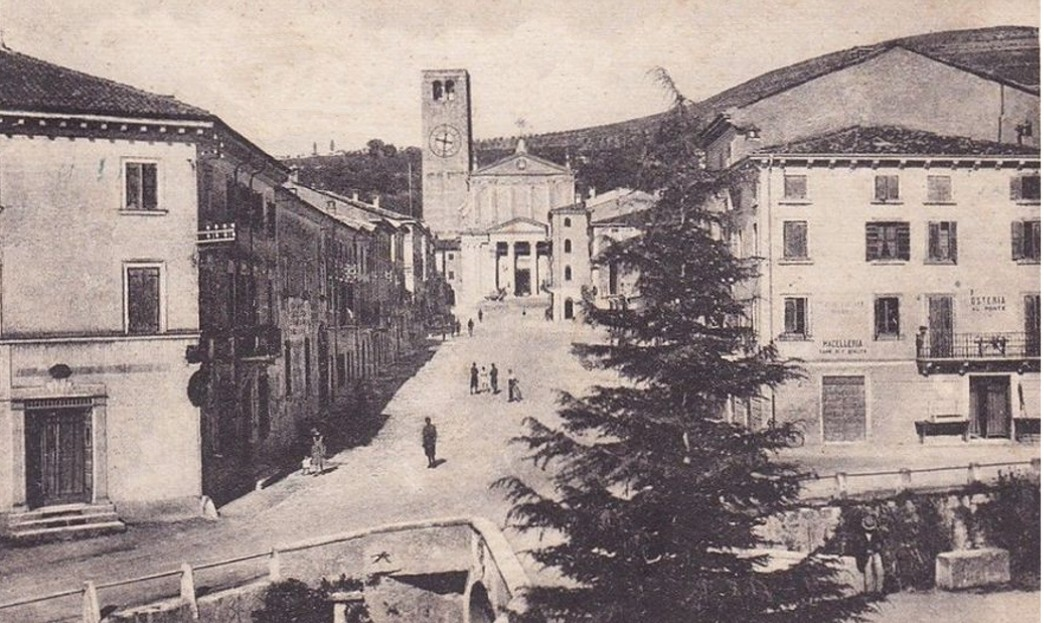
Il centro di Negrar in una foto della fine del XIX secolo.

I primi decenni del nuovo corso politico non furono facili per gran parte della popolazione e a partire dal 1870 si assistette al fenomeno dell'emigrazione dei veneti, in particolare muratori, artigiani e manovali, verso altri paesi europei o verso le Americhe. Tuttavia, a differenza di altre zone anche limitrofe, Negrar fu coinvolta solo marginalmente in ciò grazie alla sua economia basata sulla mezzadria e sulla coltivazione specializzata.

### Storia contemporanea
Immediatamente prima dello scoppio della prima guerra mondiale, Negrar contava tra i tre e i quattromila abitanti mentre l'amministrazione comunale doveva dipendere da San Pietro in Cariano per molti uffici, in particolare per quello delle imposte e la pretura. I Negraresi potevano comunque contare su un ufficio postale e del telegrafo, mentre a tre chilometri dal capoluogo vi era una fermata della ferrovia Verona-Caprino-Garda.
Alla popolazione della Valpolicella la grande guerra portò lutti e sofferenze; i Negraresi contribuirono alla causa bellica combattendo, in particolare, nelle file della Brigata "Liguria" e della Brigata "Piceno". Terminata la guerra, il 24 luglio 1921, venne inaugurato un monumento a ricordo dei 69 caduti che venne posto lungo il viale antistante il municipio, viale progettato nel 1914 dall'architetto Flaminio Fraccaroli. Proprio questo viale fu il protagonista dell'espansione urbanistica del capoluogo, che si concentrò sulle sue diramazioni laterali, fino alla metà del XX secolo.
Nel 1922, grazie all'iniziativa del parroco don Angelo Sempreboni, viene fondata la "Casa del Sacro Cuore" che in seguito si svilupperà fino a costituire l'Ospedale Sacro Cuore Don Calabria oggi struttura di prim'ordine nella sanità veronese.

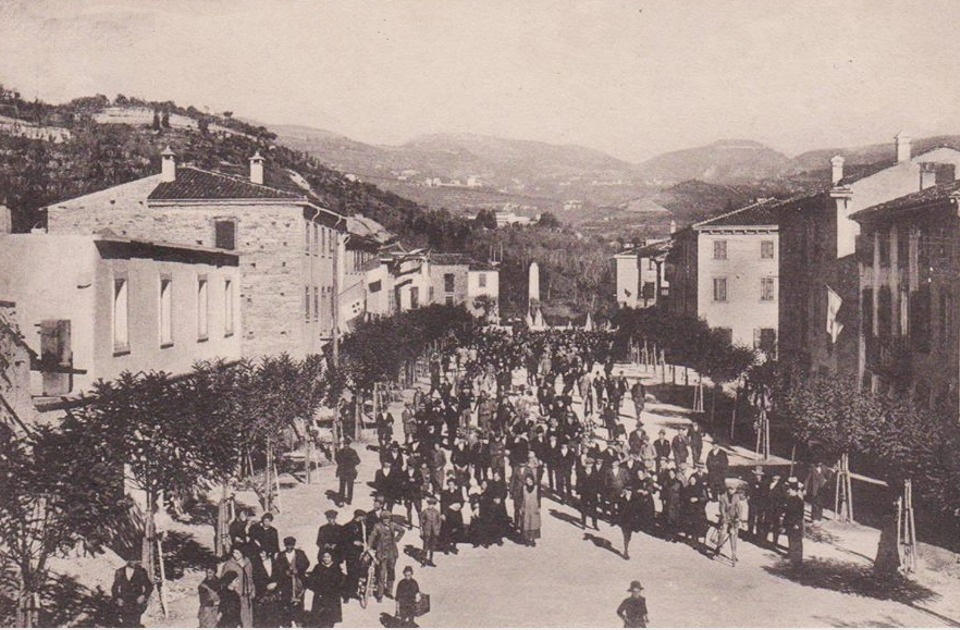
Negrar in una fotografia degli anni 1920.

Il fascismo penetrò tardivamente e in maniera relativamente pacifica tra la popolazione Negrarese, tanto che solo il 16 dicembre 1922 venne costituito il primo fascio locale con una cinquantina di iscritti. L'anno seguente il partito fascista conquistò l'amministrazione del comune grazie al 56% dei voti con cui venne eletto sindaco il conte Rizzardi che, seppur considerato non allineato ai partiti politici, era sostenuto dalla maggioranza. Durante gli anni 1930 si ha notizia di diverse iniziative benefiche e raccolte fondi a dimostrazione delle difficoltà che attanagliavano la frangia più debole della popolazione.
Nonostante la partenza di molti giovani Negraresi per il fronte, i primi anni della seconda guerra mondiale non incisero nella vita del luogo. Tuttavia, con il progredire del conflitto molti cittadini veronesi dovettero cercare ospitalità nella valle per sfuggire ai continui bombardamenti degli alleati che imperversavano sulla città. In seguito alla caduta del fascismo e alla firma dell'armistizio di Cassibile, l'Italia centrale e settentrionale venne occupata dai tedeschi che si stanziarono anche a Negrar, requisendo edifici e imponendo agli uomini lavori obbligatori. Nonostante ciò, non si verificò alcun episodio di molestia tra i soldati della Wehrmacht e la popolazione locale. Vi è comunque da ricordare la presenza di movimenti di Resistenza acquartieratati sul monte Comun e a Vigolo. Negrar dovette subire un unico bombardamento: cinque bombe vennero sganciate presso villa Bertoldi dove alcuni soldati tedeschi festeggiavano di notte con le luci accese; tuttavia, ciò non causò nessuna vittima. Terminata la guerra, settantaquattro soldati Negraresi non fecero mai ritorno a casa: tra questi 48 vennero dichiarati dispersi mentre 26 perirono al fronte.
Terminati i tumultuosi e drammatici anni di guerra, il paese iniziò il processo di normalizzazione e di ripresa. Ciò si svolse in modi relativamente tranquilli anche se non mancarono episodi di scontri politici tra le forze cattoliche della maggioranza e quelle di opposizione di estrazione social-comunista. Dalla fine degli anni 1950, Negrar godette di una notevole crescita economica che continua ancora oggi, garantita sia dalla storica produzione di vino, che dallo sviluppo della piccola e media industria conseguente al boom del dopoguerra. La crescita delle vie di comunicazione e del benessere economico ha contribuito a far nascere numerose nuove zone residenziali all'interno del comune, alcune di pregevole posizione e di alto valore economico, che hanno però snaturato il territorio con una urbanizzazione giudicata da molti eccessiva, tanto da arrivare a far coniare il neologismo "Negrarizzazione" ad indicarne il fenomeno.
Il 21 ottobre 2018 si è tenuto il referendum regionale consultivo per il cambio di nome da Negrar a Negrar di Valpolicella.

### Simboli
Lo stemma e il gonfalone sono stati concessi con regio decreto del 12 aprile 1934.
La parte superiore dello stemma comunale, risalente al dominio veneziano, raffigura la testa di un moro. La parte inferiore raffigurante un grappolo d'uva venne aggiunta in seguito.
Il gonfalone è un drappo di rosso.

## Monumenti e luoghi d'interesse

### Architetture civili

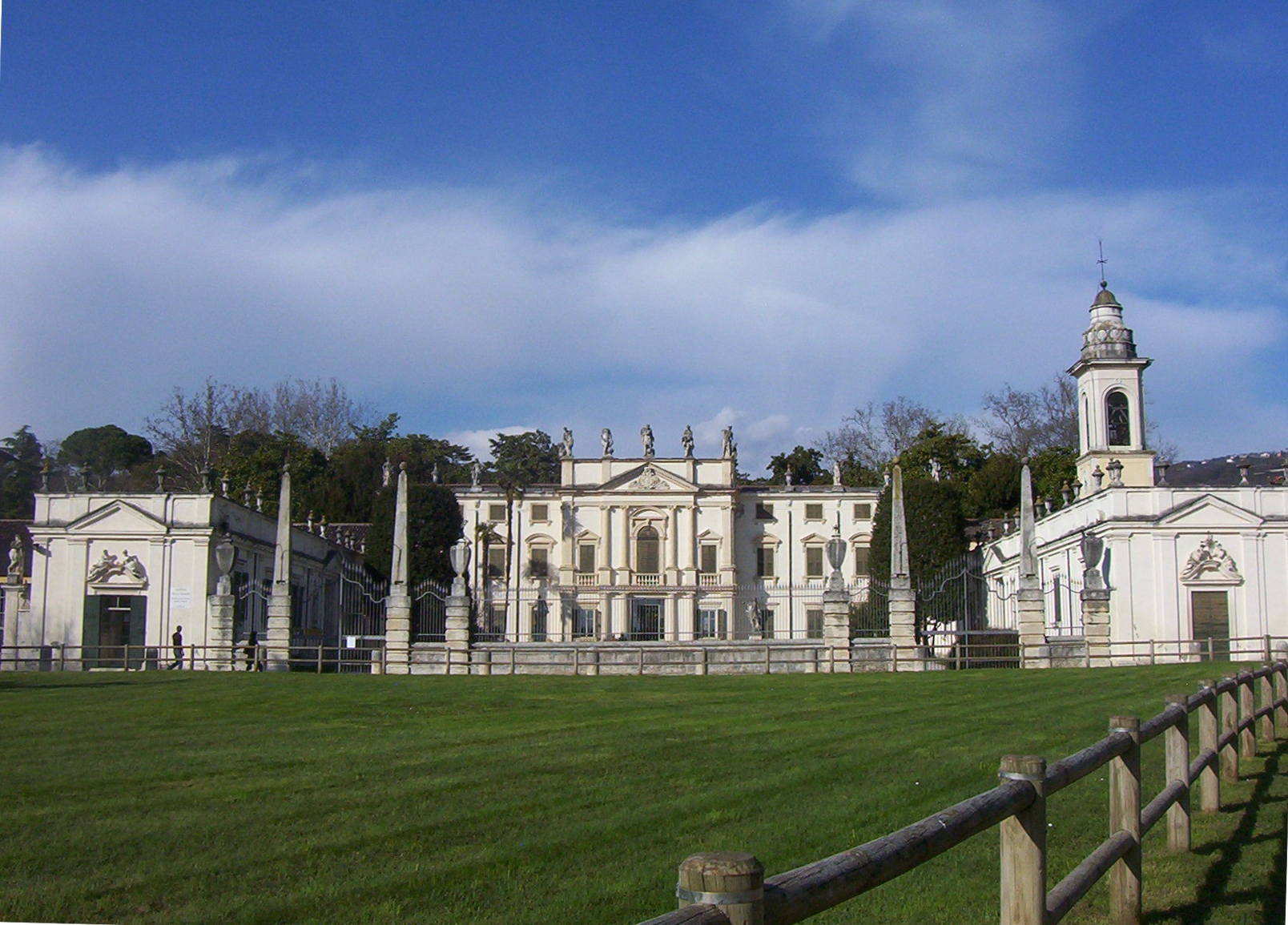
Villa Mosconi Bertani ad Arbizzano in località Novare.

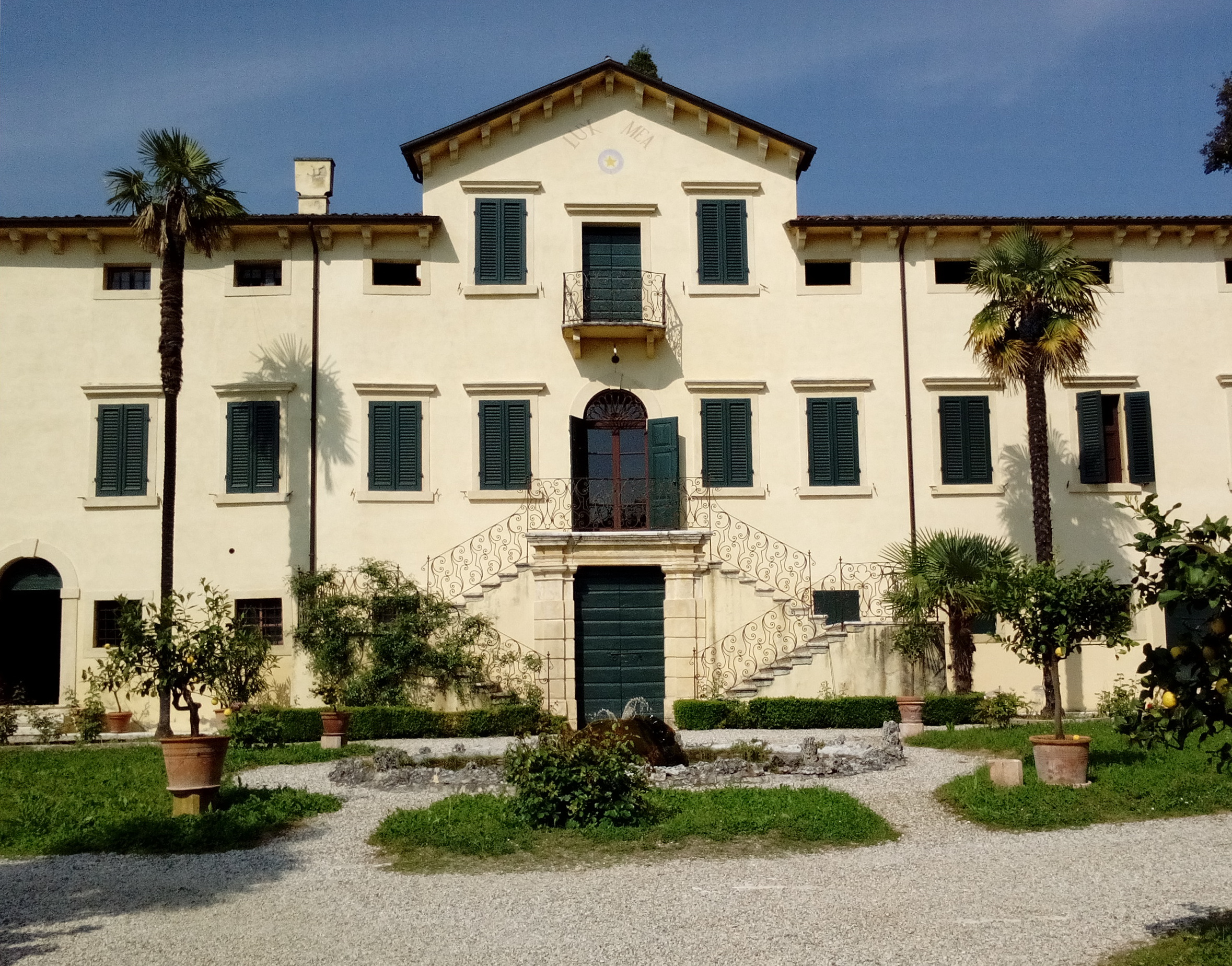
Villa Noris (detta La Sorte) in località San Peretto.

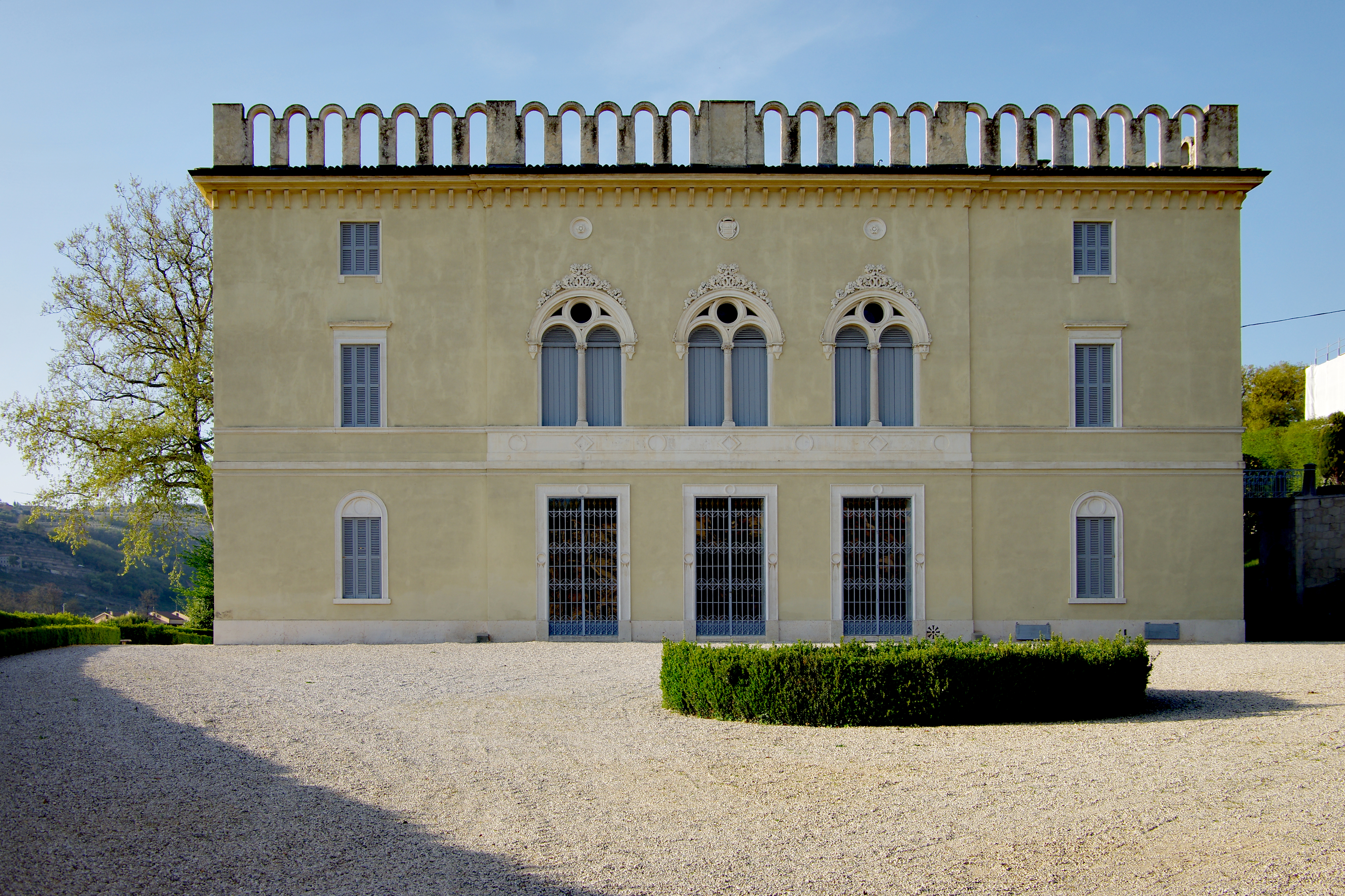
Villa Rizzardi a Negrar.

Il territorio Negrarese vanta la presenza di ville venete di ragguardevole pregio storico-artistico. L'edificazione di queste dimore risale perlopiù all'epoca della dominazione veneziana e nasce dall'esigenza dei ricchi proprietari terrieri veronesi di trasferirsi saltuariamente in campagna per seguire la produzione agricola oppure per villeggiatura.
Non meno una quindicina di ville sono presenti nel territorio; possiamo citare le principali:
- Villa Mosconi Bertani, ad Arbizzano in località Novare (XVIII secolo). Opera dell'architetto Adriano Cristofali si presenta come un imponente fabbricato padronale da cui avanzano due ali che terminano con una cancellata, alternata da obelischi, che racchiude il giardino frontale. All'interno, di imponente fascino il salone centrale che occupa in altezza due piani e decorato da Prospero Pesci e Giuseppe Valliani.[62]
- Villa Bertoldi, a Negrar (XV secolo). Realizzata su tre piani, la facciata al piano terra presenta un porticato rinascimentale con sette archi a tutto sesto, similmente il secondo piano è caratterizzato da una loggia che si differenzia per un numero maggiore di archi più piccoli. Durante la seconda guerra mondiale la villa ha riportato gravi danneggiamenti.[63]
- Villa Noris, a San Peretto (XVII secolo). Conosciuta anche come "Villa La Sorte", è costituita da un edificio padronale corredato di una barchessa, da una serra (di cui rimangono solo i resti) e un giardino. Dalla villa si estende un fondo agricolo coltivato a vite.[64]
- Villa Salvaterra, a Prun (XVI secolo). Composta di due parti architettonicamente differenti: una rinascimentale, l'altra barocca. Al piano terra un porticato con 4 arcate a tutto sesto sovrastato da una loggia posta al secondo piano. Sul retro dell'edificio affiorano due torri colombare.[65]
- Villa Turco, Zamboni, ad Arbizzano (XVI secolo). L'edificio è composto da un corpo mediano di altezza leggermente maggiore rispetto a quelli laterali. Al piano terra è presente uno spazioso portico a tre arcate a tutto sesto. Fu oggetto di restauri diretti dal sopraintendente Antonio Avena che attribuì alcuni affreschi a Battista del Moro.[66][67]
- Villa Rizzardi, a Negrar (XIX secolo). La villa è stata realizzata su progetto dell'architetto Filippo Messedaglia, mescolando vari stili architettonici tra cui barocco e rinascimentale. Vanta un grande giardino ideato da Luigi Trezza e che rappresenta forse uno dei più riusciti esempi di giardino all'italiana presenti nel Veneto.[68]
- Villa Verità, Sparavieri, Serego Alighieri, ad Arbizzano (XVI secolo). Privata dall'incuria, durante la prima metà del XX secolo, del suo monumentale ingresso e delle decorazioni interne, la villa è costituita da un corpo centrale da cui partono due ali laterali, la cui destra termina con una torre colombara di modesta altezza.[69]
- Villa Quintarelli, in località Villa (XVI secolo). Situata in zona collinare si presenta con un corpo di fabbrica su tre piani con due ali laterali. Dell'edificio fa parte anche una chiesetta, datata 1510, dedicata a San Francesco d'Assisi.[70]

### Architetture religiose

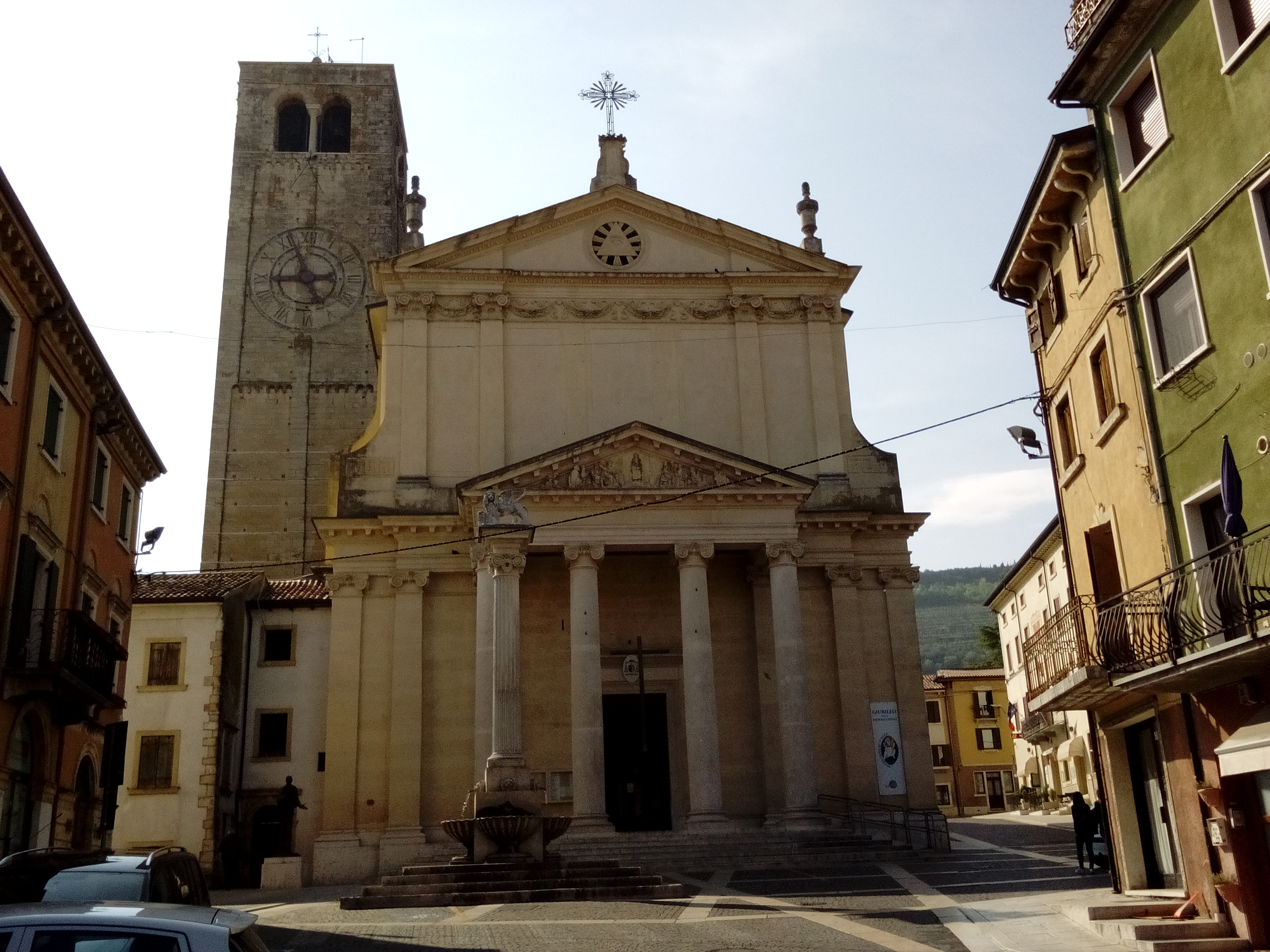
Chiesa arcipretale di San Martino, a Negrar.

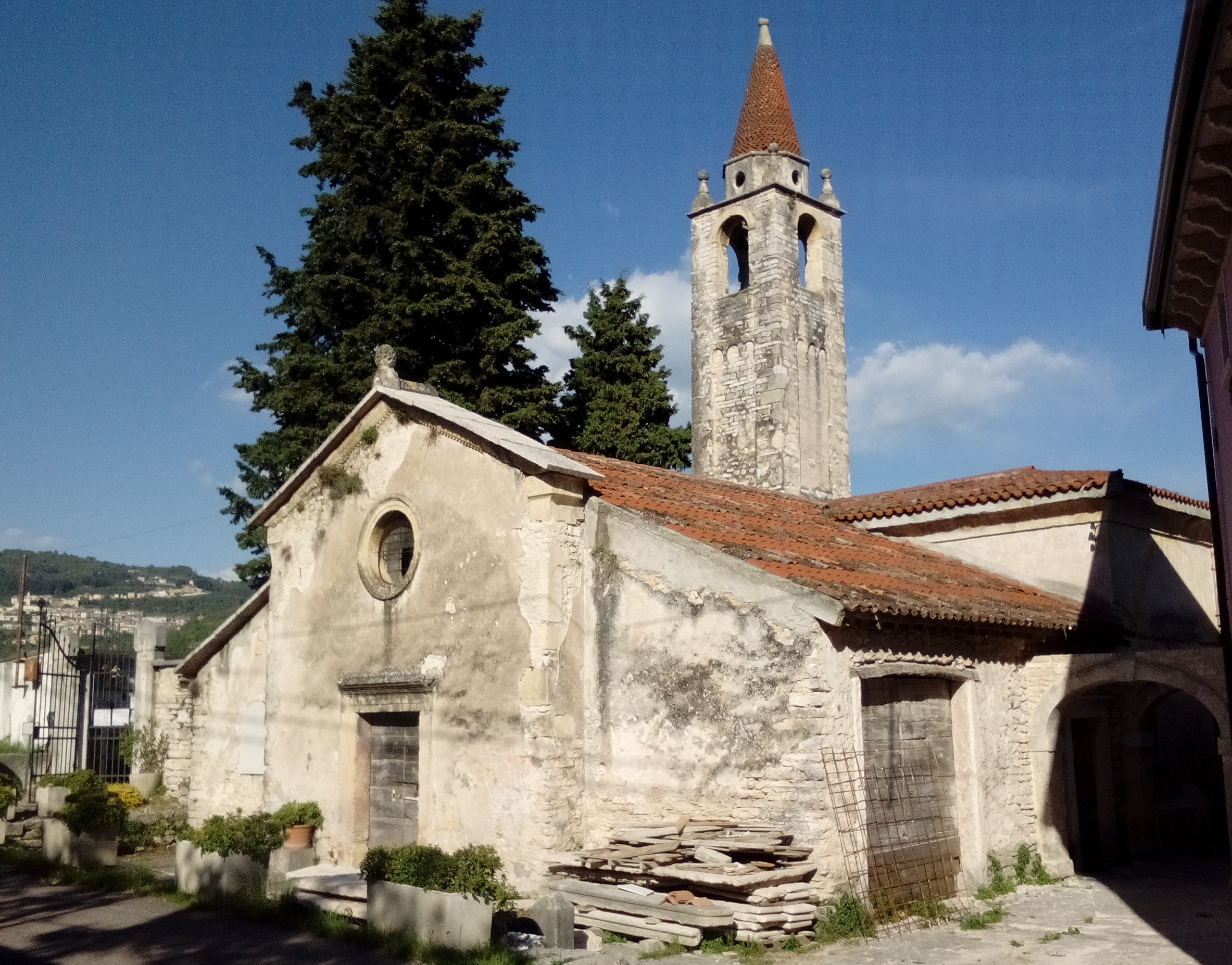
La vecchia chiesa romanica di Torbe, ora abbandonata.

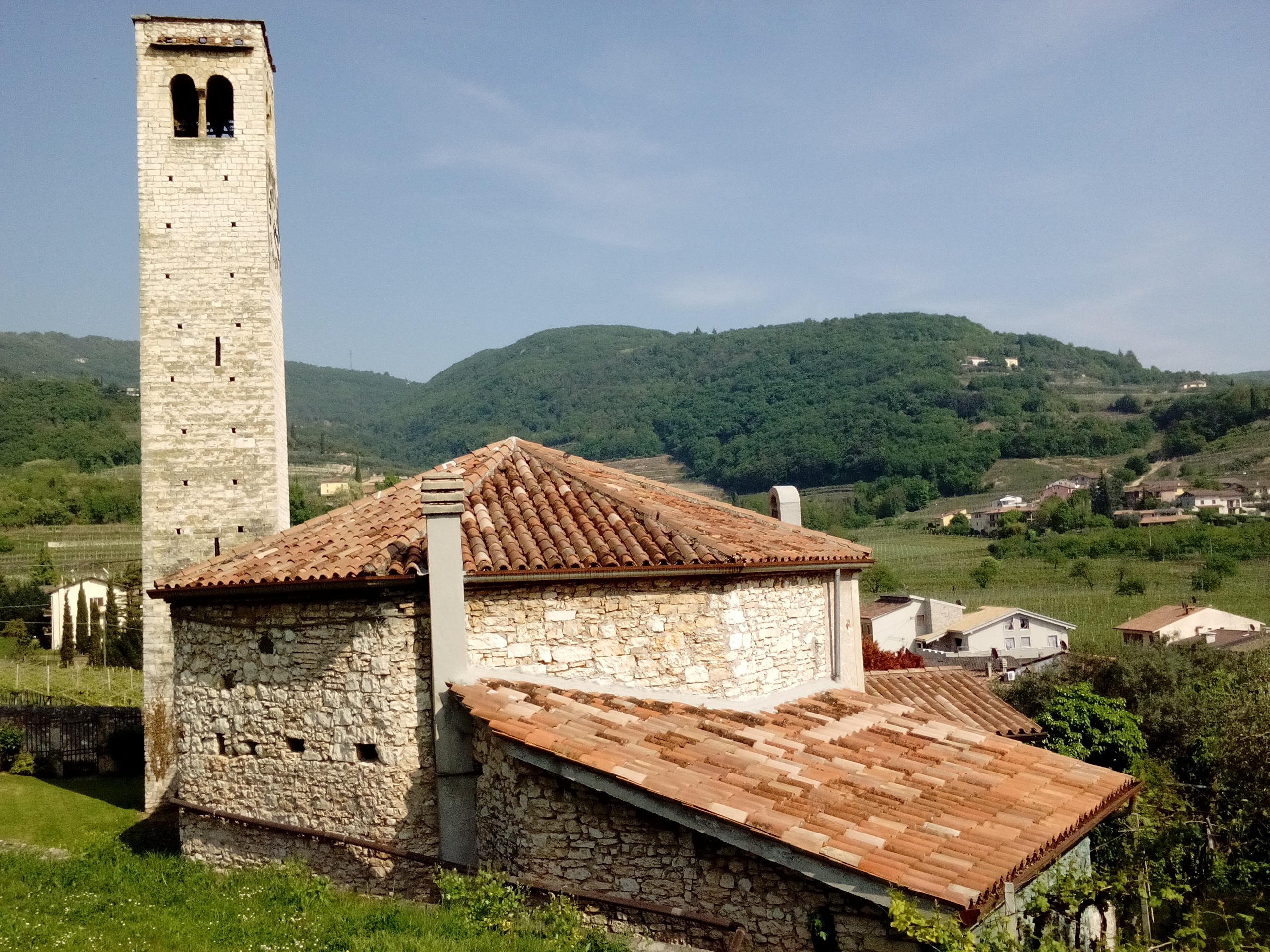
Chiesetta di San Pietro, in località San Peretto.

Nel territorio Negrarese si possono trovare numerosi edifici religiosi, di cui alcuni di grande interesse. I più antichi risalgono all'epoca tardo medievale e rappresentano pregevoli esempi di architettura romanica veronese. I primi riscontri storici di molti di essi ci sono pervenuti grazie ad un testamento del 1222. Tuttavia è dalla metà del XVII secolo che si assiste alla costruzione di molte delle odierne chiese parrocchiali, talvolta realizzate su precedenti medievali.
- Chiesa arcipretale di San Martino Vescovo, a Negrar (XVII secolo). Attuale chiesa parrocchiale del capoluogo, sostituendo la precedente pieve di San Martino, attestata dai documenti fin dal X secolo. L'edificio attuale venne completato nel 1809 dall'architetto Giuseppe Mazza. Dell'edificio originale resta il campanile architettura romanica nel cui lato meridionale è impressa una lunga epigrafe del XII secolo.[71]
- Chiesa di San Pietro Apostolo, Arbizzano (XVII secolo). La presenza della chiesa è documenta fin dal 1056, tuttavia si ritiene che possa essere sorta sul luogo di un antico edificio pagano del V secolo. In seguito ad un crollo, venne ricostruita nel 1606. Il portale d'ingresso risale al XIII secolo, mentre la canonica è del secolo precedente. L'interno è ricco di opere d'arte.[72]
- Chiesa di San Paolo, a Prun (XIX secolo). Sorta su una precedente chiesa esistente almeno dal 1222 e dipendente dalla pieve di san Martino del capoluogo, di cui sopravvive solo il campanile, seppure con modifiche sostanziali alla cella campanaria. Presso l'altare maggiore è conservata una Conversione di San Paolo, dipinta nel 1590 da Paolo Farinati.[73]
- Chiesetta romanica di Torbe, (XII secolo). L'originale edificio romanico ha subito diversi rimaneggiamenti e aggiunte che ne hanno snaturato le linee: le due navate laterali sono del XVI secolo, mentre del secolo successivo la trasformazione dell'abside da pianta semicircolare a quadrata. Requisita durante la prima guerra mondiale per essere utilizzata come stalla oggi versa in cattive condizioni e l'interno è adibito a magazzino agricolo privato.[74][75]
- Chiesa nuova di San Pietro di Torbe, (XIX secolo). È edificata in stile neoclassico, a navata unica, con rivestimento di pietra bianca locale.
- Chiesa di San Marco Evangelista, Mazzano (XV secolo). L'attuale edificio sostituisce un precedente risalente al XV secolo. Ad un'unica navata, la facciata presenta due lesene sottostanti ad un frontone; al centro una vetrata posta in una lunetta.[76][77]
- Chiesetta di San Vito. Fin dal 1189 viene menzionata una pieve a San Vito, possedimento dell'abbazia di San Zeno, tuttavia l'edificio originario venne distrutto in epoca non conosciuta. L'attuale fabbricato, posto di vicino all'originario, risale a metà del XVI secolo. Il campanile, originario del XII secolo venne anch'esso abbattuto, poiché pericolante, ma ricostruito similmente nel 1952.[78]
- Chiesetta di San Pietro, in località San Peretto (chiamata anche San Pietro Tomanighe). Sembra che la costruzione della chiesa possa essere attribuita al XII secolo, tuttavia i successivi rimaneggiamenti rendono difficoltosa un'esatta collocazione temporale e stilistica dell'edificio. Il campanile, privo di alcun abbellimento esterno, è a base quadrata e si innalza per 26 metri. La sua austera semplicità lo colloca agli inizi del XII secolo. Il complesso sorge in posizione leggermente rialzata e dominante sulla piccola frazione di San Peretto, immerso nel verde e contornato da un prato ove una volta sorgeva un piccolo camposanto.[79]
- Chiesa di Santa Maria, Moron (XI secolo). Nel 1530 vi era insediata una confraternita in onore della Beata Vergine. L'edificio subì sostanziali modifiche nel XVI secolo, quando venne anche ricostruito il campanile abbattuto precedentemente.[80]
- Chiesa di Santa Maria in Progno, Santa Maria (XVI secolo). Le prime notizie di un edificio di culto si hanno in un testamento del 1222, tuttavia a metà del XV secolo appare in grave stato di abbandono. Ristrutturata, verrà dedicata a Santa Maria del Carmine intorno al XVI secolo. All'interno una pala attribuita a Domenico Brusasorzi e una tela di Pietro Liberi.[81]
- Chiesa della Maternità della Vergine, Montecchio (XVIII secolo). Caratterizzata da una pianta a croce e dotata di una facciata in stile neoclassico. All'interno, le pareti del presbiterio sono abbellite da affreschi raffiguranti gli evangelisti e i profeti.[77]
- Cappella di San Ciriaco, località Cerè (1759). Nel 1951 passa alla parrocchia e viene restaurata. Venne dedicata al culto di Papa Clemente XII.[77]

### Altri luoghi e monumenti di interesse

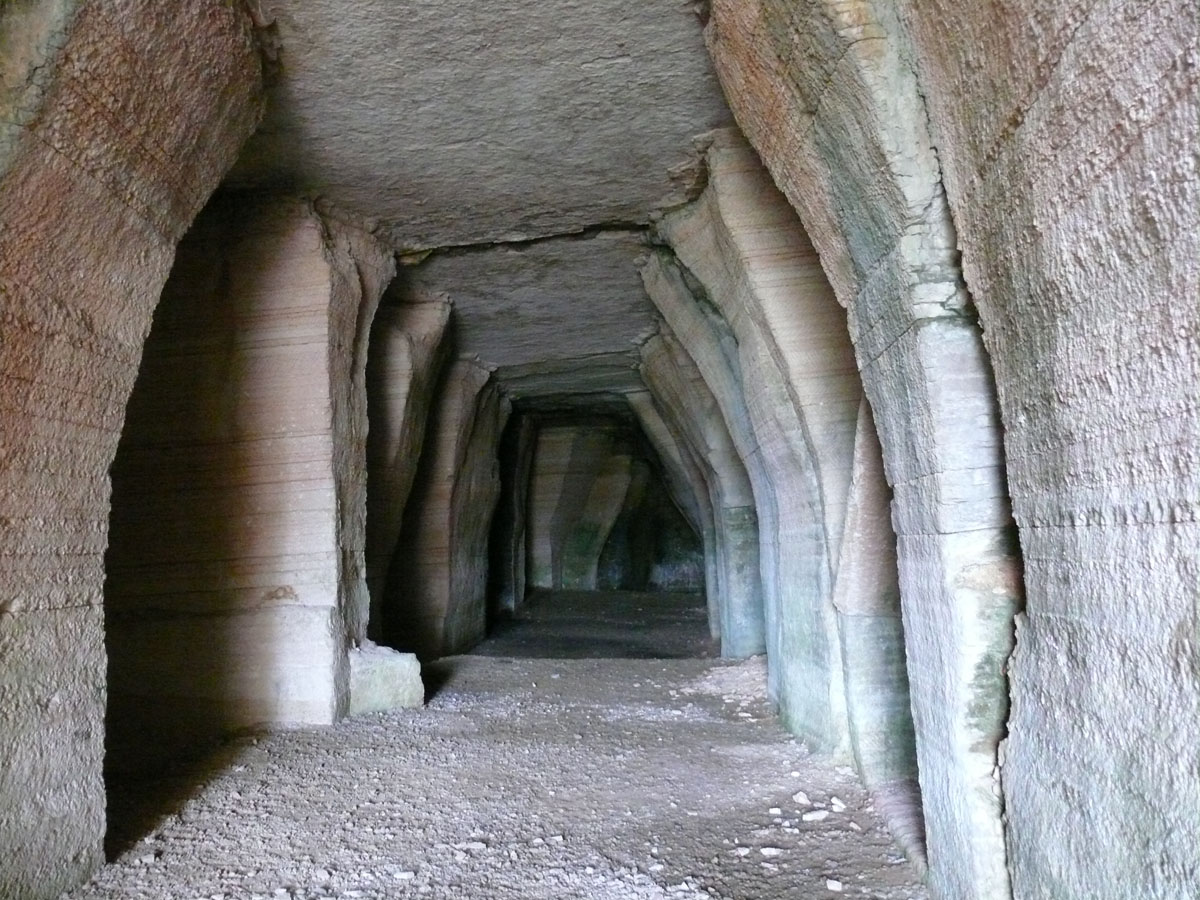
Interno delle cave di Prun.

- Cave di Prun, complesso di numerose gallerie scavate dal 1700 sul fianco orientale del montagna del Prun (monte Noroni) per ricavarne pietra per costruzioni e manufatti. Oggi si è creato un percorso suggestivo di alcuni chilometri tra i tunnel.
- Carta lapidaria di Negrar; sulla parete sud del campanile romanico della chiesa parrocchiale del capoluogo vi è scolpita un'iscrizione, risalente a circa il 1166, disposta su 64 righe in caratteri maiuscoli romani. Essa consiste in una serie di contratti tra cittadini privati, la pieve e il vescovo di Verona che agisce come intermediario.[82]

- L'Arpa eolica di Mazzano. Si tratta di un oggetto che, in presenza di vento, è in grado di emettere melodiosi suoni generati da corde tenute in tensione tramite un telaio che si eleva in altezza per oltre sei metri. Inaugurata nel 2015 è dedicata ai caduti. Dal punto di vista dell'arte contemporanea può essere considerata un esempio di scultura rientrante nella corrente artistica Generative Art.[83]
- Meridiana monumentale. Si tratta di una scultura-strumento alta sette metri con un diametro di cinque. La sua cuspide termina con un grande "timone a vento" la cui funzione è quella d'indicare la direzione dei venti e lega l'opera all'arte cinetica. Il basamento che sostiene la meridiana è di foggia cilindrica con due sgusciature in corrispondenza dei punti cardinali nord e sud. Tale basamento, foderato di porfido, presenta una modanatura lungo tutta la sua circonferenza, di pietra di Prun. Lo strumento fornisce l'ora solare, il mezzogiorno vero di Negrar, il solstizio d'estate e quello d'inverno, gli equinozi e la direzione del vento.[84]

## Società

### Evoluzione demografica

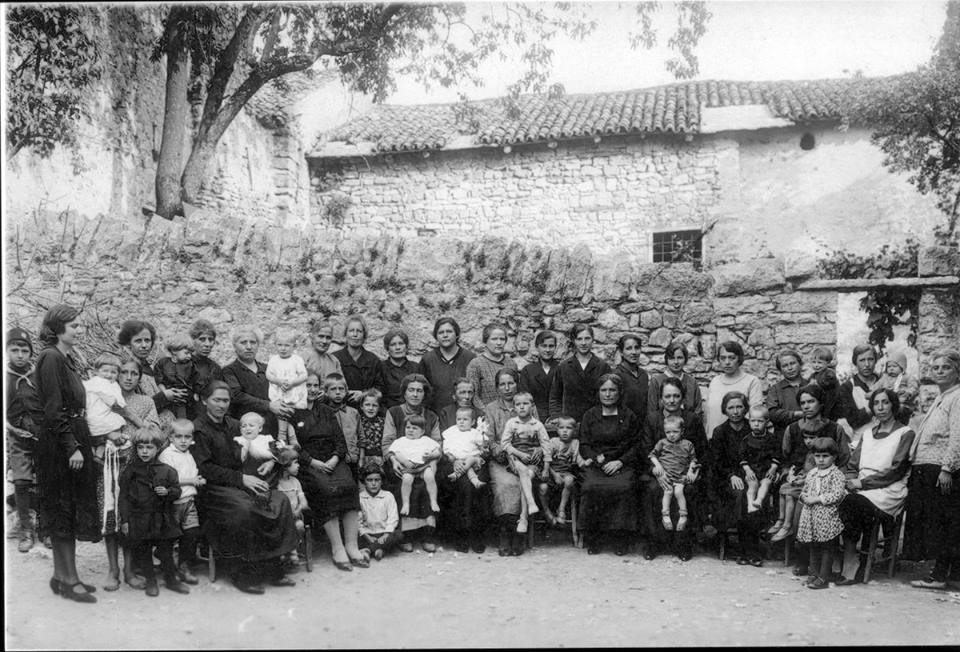
Abitanti di Prun in una fotografia del 1930 circa.

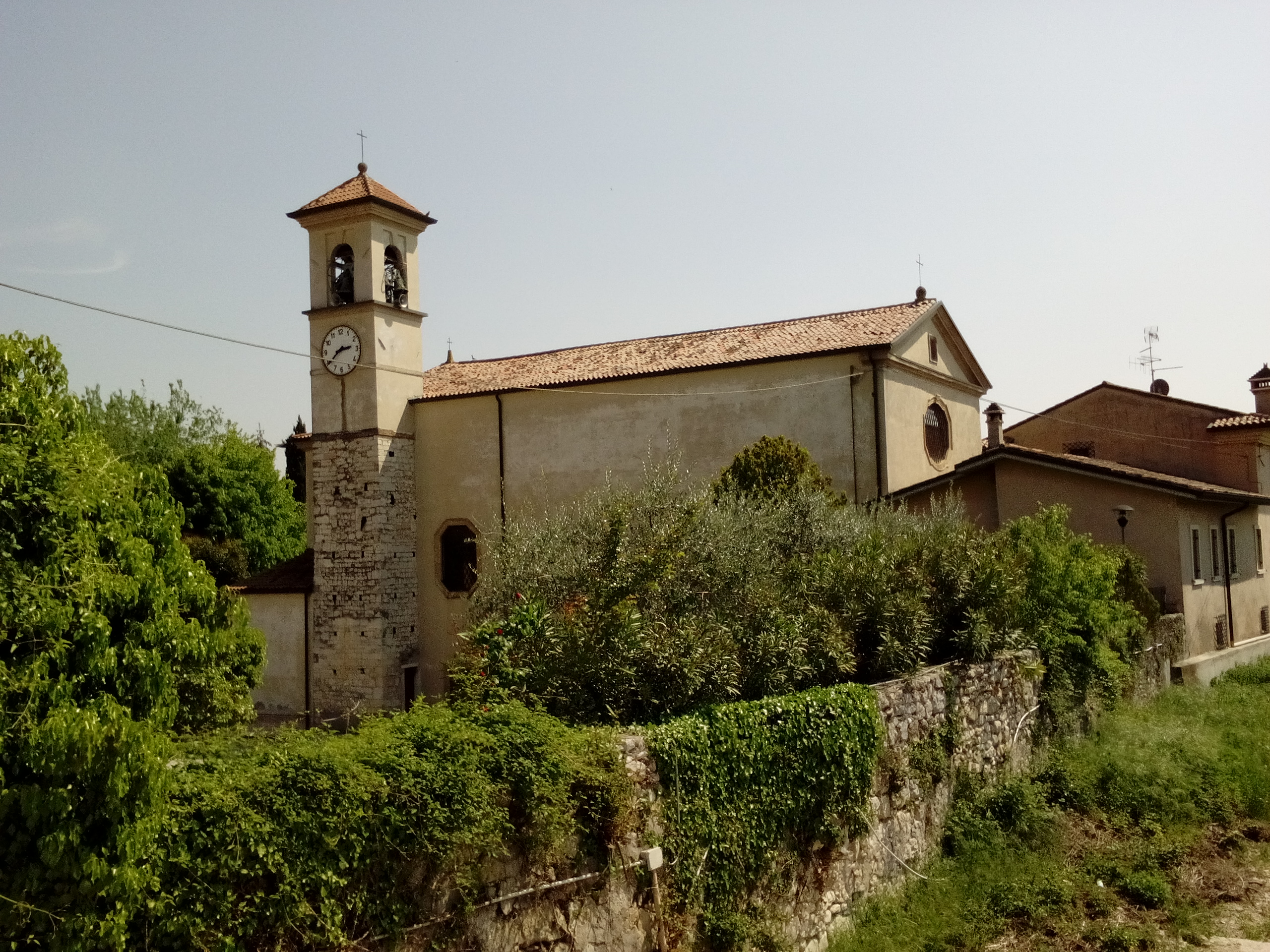
Chiesa di Santa Maria in Progno, a Santa Maria.

Ufficialmente, il censimento della popolazione è iniziato nel 1871, tuttavia grazie a documenti storici possiamo ricostruire l'andamento demografico anche nei secoli precedenti. Una tra queste fonti è il resoconto di alcune visite pastorali, compiute tra il 1530 e il 1532 dal vescovo di Verona Gian Matteo Giberti in questi luoghi, ove si racconta di una comunità di valle composta da circa 2.300 anime. Nel dettagli, Arbizzano e Novare complessivamente contano tra i 150 e i 200 abitanti mentre gli abitanti di San Vito e Negrar insieme raggiungono circa le 1.100 unità. Anche Prun vanta una cospicua popolazione probabilmente dovuta alla sua chiesa che gli garantiva una certa rilevanza. Questi dati, se confrontati con le stime fatte riguardo ai secoli precedenti, mostrano un costante incremento con la crescita più rapida riscontrata verso la fine del XV secolo.
La crescita demografica subì una brusca interruzione per via dell'epidemia di peste del 1575-1576 e, soprattutto, in quella del 1630 in cui la popolazione crolla dai 2.734 ai 1.021 abitanti. Bisognerà aspettare quasi un secolo per tornare e superare gli stessi livelli demografici del 1630, grazie anche al contributo dato dallo spostamento di alcune famiglie dalla città verso la campagna.

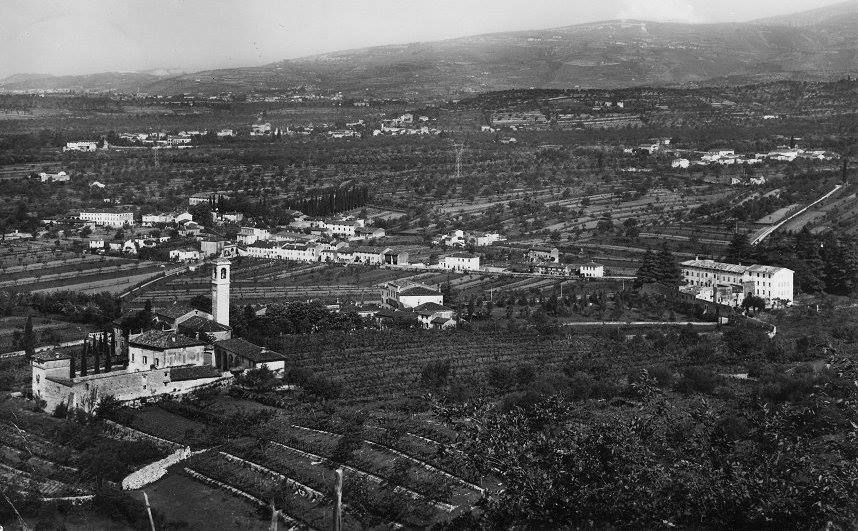
Fotografia di Arbizzano nella prima metà del XX secolo. A partire dal 1960 si assistette ad un vero boom demografico.

Un decennio dopo l'unificazione del Veneto al Regno d'Italia del 1866, le svantaggiose condizione economiche che si erano verificate comportarono il verificarsi di quel fenomeno noto come l'emigrazione veneta. Tuttavia, gli abitanti di Negrar furono relativamente poco coinvolti in questo processo e piuttosto furono protagonisti di una migrazione stagionale in cui, muratori, artigiani e manovali, si recavano in Austria, Francia e Ungheria per breve tempo senza abbandonare definitivamente il territorio natio.
Nei primi secoli de XX secolo la popolazione cresce molto lentamente, fino ad arrivare ad un lieve calo registrato negli anni 1950, quando parte della popolazione contadina preferisce inurbarsi alla ricerca delle offerte di lavoro provenienti dalle nuove industrie. Nei decenni successivi, ed in particolare tra gli anni 1970 e 50, si registra un vero e proprio boom demografico, che porterà la popolazione ad aumentare di oltre il 50%. Ciò è avvenuto non tanto per l'aumento della natività ma per il continuo esodo dai vicini comuni, soprattutto dalla città di Verona, delle classi più agiate che qui si trasferirono alla ricerca di una maggior qualità della vita. Anche il rapido sviluppo dell'Ospedale Sacro Cuore Don Calabria ha certamente influito nell'attirare nuovi abitanti.
Abitanti censiti

### Istituzioni, enti e associazioni

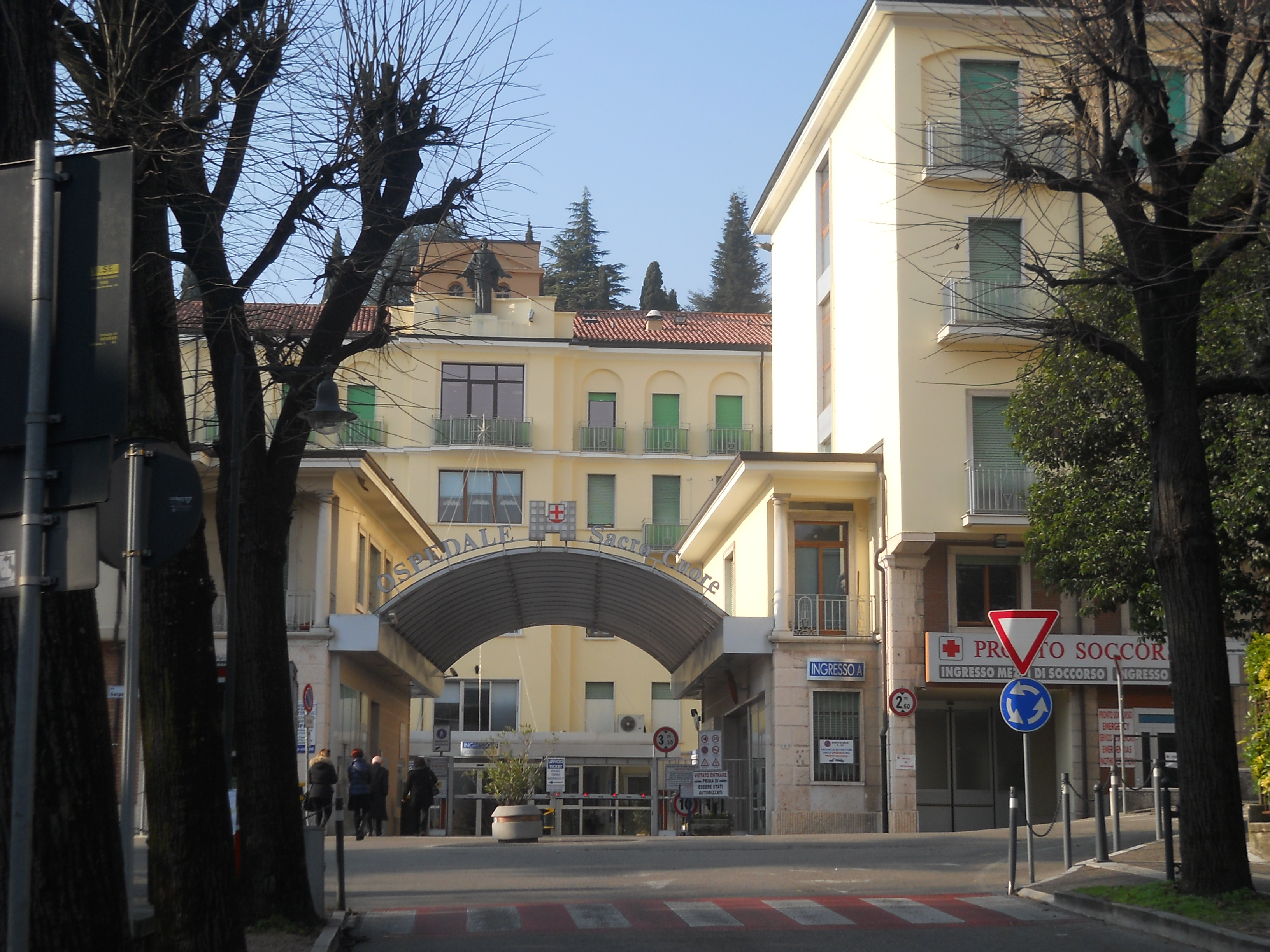
Entrata dell'Ospedale Sacro Cuore Don Calabria.

Per volere dell'allora parroco, don Angelo Sempreboni, nel 1922 viene fondata la "Casa del Sacro Cuore". Questo primo nucleo caritativo è cresciuto negli anni dando origine all'Ospedale Sacro Cuore Don Calabria che con la legge 132 del 1968 venne equiparato ad ospedale pubblico. Al 2017, la "Cittadella della Carità" di Negrar di Valpolicella vanta un ospedale con diverse eccellenze mediche, una residenza sanitaria assistita, un centro riabilitativo per lungodegenti, una casa per il clero e numerosi altri servizi sanitari.
Molte altre istituzioni ed associazioni di Volontariato sono attive nel territorio comunale. La più antica iniziativa assistenziale di cui si abbia ricorso è risalente al XIV, quanto la nobildonna veneziana Lucia detta Bianca e la Iacopa di Bagnolo Vivedove, una facoltosa veronese, diedero vita alla Croce Bianca di Arbizzano.
L'Associazione Nazionale Alpini vanta sedi nel capoluogo e nelle principali frazioni, la Croce Verde Verona ha un distaccamento presso l'Ospedale Sacro Cuore ed, inoltre, un gruppo di protezione civile opera sul territorio. Nel comune opera il gruppo di protezione civile A.I.S (Associazione Italiana Soccorritori) convenzionata col comune, inoltre a Montericco è presente la sede di un'unità cinofila denominata "Argo '91". A promuovere la donazione del sangue a Negrar vi è la locale sezione della Federazione italiana associazioni donatori di sangue.

## Cultura

### Istruzione e biblioteche
Il primo edificio scolastico costruito nel comune fu un asilo infantile, realizzato nel 1898 nel capoluogo. Al 2017, il polo scolastico più importante del comune è L'Istituto Comprensivo Statale di Negrar di Valpolicella, che comprende una scuola dell'infanzia, una primaria e una secondaria di I grado. Altre scuole dell'infanzia si trovano a Prun, ad Arbizzano e a Montecchio (inaugurata nel 1963) oltre ad ulteriori due nel capoluogo private paritarie. Ulteriori scuole primarie sono ad Arbizzano, a Fane (inaugurata nel 1957) e a San Peretto (inaugurata nel 1968).
Negrar possiede una propria biblioteca, inserita nel sistema bibliotecario della provincia di Verona, ospitata presso le scuole elementari di via Cavalieri di Vittorio Veneto.

### Eventi
Come è tradizione in tutta la provincia di Verona, anche Negrar di Valpolicella ospita diverse sagre, feste popolari della durata di alcuni giorni, caratterizzate da musica dal vivo e chioschi enogastronomici. Tra le più importanti, il primo sabato di dicembre il "Gruppo la Vigna di Negrar" organizza l'evento denominato "Negrar a Lume di Candela, la stessa associazione sempre a dicembre organizza per le vie e le frazioni del paese il giro con santa Lucia, inoltre organizza il sabato dopo pasqua l'evento denominato DivinNegrar una degustazione enologica attraverso 6 tappe dove è possibile degiutsre i cruciverba di quella zona. in oltre a cavallo tra luglio e agosto il locatità fiamene viene organizzata la famosissima sagra dove richiama migliaia di mersone ogni anno denominata "Festa di Fiamene" sette giorni di musica accompagnata da dell'ottima cucina dove il piatto forte sono gli gnocchi di malga o le famose costine, organizzata dall'Associazione Fiamen. In settembre, il comitato la Magnalonga Settembrina, organizza una camminata enogastronomica che si tiene lungo le colline del paese e che richiama migliaia di appassionati da ogni parte d'Italia.
Nel 1952 venne istituita la Festa dell'Uva grazie all'idea di Ugolino Brognara, allora consigliere comunale, e del sindaco Guido Ghedini. Gli stessi, il 6 aprile dell'anno successivo introdussero una manifestazione più ampia, la Festa del Recioto, non solo allo scopo di promuovere il settore vinicolo, ma anche gli altri prodotti e soprattutto il turismo. Se la prima non ha avuto il successo sperato, l'ultima edizione della festa del vino si ha già nel 1961, la Festa del Recioto è oramai una tradizione consolidata che si tiene ogni anno il lunedì di Pasqua.

### Musica e teatro
A Negrar, nel 1982, è stata fondata la compagnia teatrale amatoriale "El Gavetin di Negrar". Presso Villa Albertini si tengono rassegne teatrali, sia per la stagione estiva che per quella invernale. "Negrar d'Estate" è una manifestazione, organizzata dall'amministrazione comunale, che porta teatro, musica, ballo e canto nelle ville storiche del territorio.

## Economia

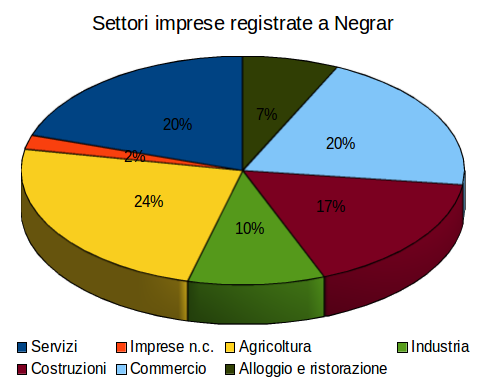
Imprese registrate a Negrar per settore nel 2016

Nel corso della sua storia, Negrar di Valpolicella è sempre stata considerata una zona, relativamente con i tempi vissuti, dall'economia particolarmente florida. A titoli di esempio nel XVII secolo il comune riscuoteva annualmente in tasse 6,5 quintali di frumento e mediamente 480 ducati come fitti; dei valori molto elevati per l'epoca. Oggi l'economia del territorio, nonostante il mantenimento della storica vocazione per l'agricoltura, appare diversificata nei diversi settori. Nel 2016 si registravano 1.709 imprese (in leggera flessione rispetto alle 1746 del 2014) di cui 255 erano società di capitali, 369 società di persone e 1.062 imprese individuali. Il 19,5% di queste imprese erano a conduzione femminile e il 6,4% erano extracomunitarie e comunitarie.
Come si può vedere dal grafico a destra, nel 2016 a Negrar tra le imprese registrate il 20% operava nel settore dei servizi, il 20% nel commercio, il 17% nelle costruzioni, il 10% aveva carattere industriale, il 7% erano dedicate all'alloggio e alla ristorazione, mentre il 24% erano imprese agricole.

### Settore primario

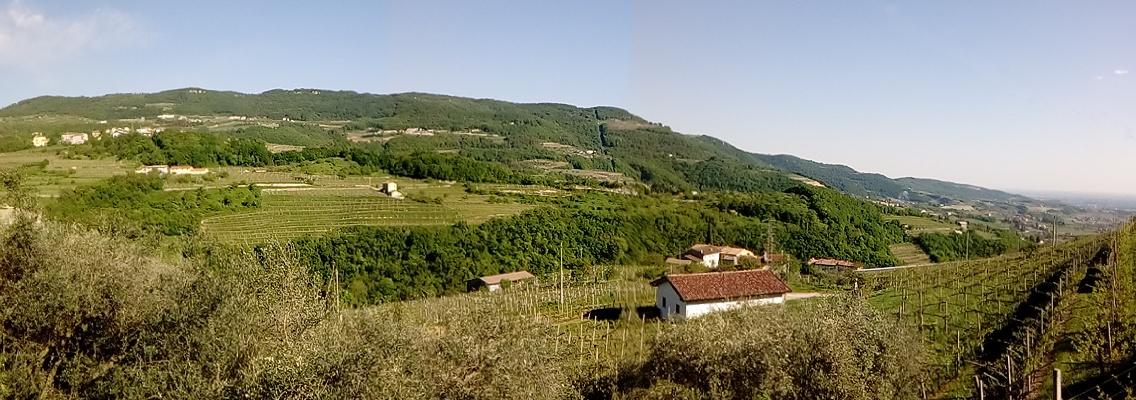
Oliveti e vigneti sulle colline di Negrar.

La crescita demografica che si verificò a partire dal XVI secolo e le nuove esigenze produttive dovute all'economia di mercato, comportarono un incremento delle attività agricole, tanto che quasi tutte le zone più idonee furono dedicate alle coltivazioni, relegando al bosco e al pascolo solo le terre più povere e impervie. Di conseguenza l'allevamento bovino, eccettuato quello da destinarsi al lavoro, fu sempre piuttosto scarso. Più importatane, perché praticabile su terreni poveri, l'allevamento degli ovini, tanto che nel 1670 si contavano 22 capi a torbe e 240 a Negrar. Nei secoli scorsi la presenza di equini fu limitata solo al funzionamento dei mulini.
Negli anni 2000, Negrar rimane fedele ad una impostazione di secoli fa. L'agricoltura è specializzata in ciliegie, uva e frutta. con una produzione vinicola specializzata nei vini Valpolicella, Amarone della Valpolicella e Recioto della Valpolicella. Una netta prevalenza di vini rossi con un forte orientamento all'esportazione. La montagna condivide con i comuni vicini una specializzazione nell'allevamento con prodotti derivati tipici (salumi, formaggio Monte Veronese). La "Cantina Sociale della Valpolicella" venne istituita il 23 agosto 1933 a Novare e il primo presidente fu Gaetano Dall'Ora. La sua attività fu fin da subito incentrata verso vini di alto livello e, dagli anni 1930, introduce sul mercato il Recioto Amaro, in seguito "Amarone della Valpolicella", che riscuoterà un grande successo internazionale. Nel 1946 la cantina si sposta a San Vito dove i nuovi impianti permettono una capacità di vinificare fino a 12 000 quintali di uva. Undici anni più tardi si trasferirà nell'attuale (2017) sede, situata sulla strada principale che da Santa Maria porta verso il capoluogo.

### Industria e attività estrattiva
La frazione di Prun dà il nome ad una pietra particolare ora estratta prevalentemente sul monte Loffa e lavorata nella parte alta del comune condividendone lo sfruttamento con il comune di Sant'Anna d'Alfaedo. La zona pianeggiante del Comune presenta degli insediamenti industriali di discrete dimensioni. Nel 2016 vi erano 28 imprese manifatturiere dedicate alla lavorazione di prodotti in metallo e 19 alla lavorazione del legno (con l'esclusione dei mobili).

### Settore terziario e turismo
La fiorente vita economica del comune ha permesso l'instaurarsi di numerose attività dedicate ai servizi per le persone e per le aziende, nel 2016 se ne contavano 333. Sul territorio sono, inoltre, presenti ben 11 sportelli bancari. Il turismo ha un rilevante peso nell'economia del paese e vi è la presenza di numerose strutture ricettive che vanno dai più semplici Bed and breakfast fino ad alberghi di gran lusso, situati il più delle volte in antiche ville venete. L'attività alberghiera è favorita in particolar modo dai numerosi eventi che avvengono a Verona, come il Festival lirico areniano e le fiere Marmomacc e Vinitaly. Al 2016 si contano 119 attività di alloggio e ristorazione, mentre le presenze turistiche sono arrivate a contare ben 84.787 unità, in forte aumento rispetto alle 71.457 dell'anno precedente.

## Infrastrutture e trasporti
Il comune è interessato dalla strada provinciale 4, dalla strada provinciale 12 e dalla strada Provinciale 34b.
I trasporti interurbani di Negrar vengono svolti con autoservizi di linea gestiti da ATV.
Nella prima metà del 1900 era in funzione la ferrovia Verona-Caprino-Garda che attraversava le frazioni di Santa Maria e di Arbizzano, ove vi era una fermata. La linea venne soppressa nel 1959.

## Amministrazione
| Periodo         | Periodo         | Primo cittadino       | Partito                                          | Carica  | Note          |
| --------------- | --------------- | --------------------- | ------------------------------------------------ | ------- | ------------- |
| 1945            | 1951            | Salgari Luigi         | Democrazia Cristiana                             | Sindaco | [ 97 ]        |
| 1951            | 20 ottobre 1962 | Ghedini Guido         | Democrazia Cristiana                             | Sindaco | [ 97 ]        |
| 21 ottobre 1962 | 2 febbraio 1963 | Gaburro Giuseppe      | Democrazia Cristiana                             | Sindaco | [ 97 ]        |
| 3 febbraio 1963 | 1964            | Taparelli Ferruccio   | Democrazia Cristiana                             | Sindaco | [ 97 ]        |
| 1964            | 1970            | Quintarelli Francesco | Democrazia Cristiana                             | Sindaco | [ 97 ]        |
| 1970            | ….              | Mignolli Alberto      | Democrazia Cristiana                             | Sindaco | [ 97 ]        |
|                 |                 | …..                   |                                                  | Sindaco |               |
| settembre 1985  | giugno 1990     | Agostino Murari       | Democrazia Cristiana                             | Sindaco | [ 98 ]        |
| giugno 1990     | aprile 1995     | Sergio Marangoni      | Democrazia Cristiana                             | Sindaco | [ 99 ]        |
| aprile 1995     | giugno 1999     | Giampaolo Zantedeschi | Lista civica                                     | Sindaco | [ 100 ]       |
| giugno 1999     | giugno 2004     | Alberto Mion          | Lista civica                                     | Sindaco | [ 101 ]       |
| giugno 2004     | giugno 2009     | Alberto Mion          | Liste civiche di centro-sinistra                 | Sindaco | Elezioni 2004 |
| giugno 2009     | giugno 2014     | Giorgio Dal Negro     | Il Popolo della Libertà - con UDC-civica         | Sindaco | Elezioni 2009 |
| giugno 2014     | giugno 2019     | Roberto Grison        | Indipendente di centro-sinistra - con PD-civiche | Sindaco | Elezioni 2014 |
| giugno 2019     | giugno 2024     | Roberto Grison        | Indipendente di centro-sinistra - con civiche    | Sindaco | Elezioni 2019 |
| giugno 2024     | in carica       | Fausto Rossignoli     | Lega con liste civiche                           | Sindaco | Elezioni 2024 |

### Altre informazioni amministrative
Fa parte della Comunità montana della Lessinia e dell'Associazione Nazionale Città del Vino.

## Sport
Ha sede nel comune la società di calcio "Polisportiva Negrar 2015" che dopo essersi occupata esclusivamente del settore giovanile dal 2021 ha una squadra iscritta in 3ª categoria oltre le varie rappresentative delle frazioni.
La Società Comunale di Tiro a Segno di Negrar, ora Sezione del Tiro a Segno Nazionale, è stata fondata ufficialmente nel 1886. La Sezione alla sua fondazione registrava una cinquantina di soci, sino ad arrivare negli anni trenta a circa mille soci. Nel 1980 il Poligono è stato ampliato e sono state aggiunte altre tipologie di tiro portando il numero dei soci a circa 500 nel 2022. Nel suo palmarès sono annoverati vari campioni italiani di specialità ed assoluti, oltre che vari piazzamenti di rilievo a gare internazionali. La Sezione, inoltre, è stata insignita della Medaglia d'Oro dall'Unione Italiana Tiro a Segno (Federazione del C.O.N.I.) ed alcuni suoi dirigenti della Stella al Merito Sportivo C.O.N.I. sia di grado Bronzo che Argento, per l'attività svolta in favore dello Sport. Oltre che per l'attività sportiva la Sezione è, per legge, demandata all'istruzione di Guardie Particolari Giurate e dei Corpi di Polizia Locale.
Il Gran Premio Palio del Recioto è una corsa in linea maschile di ciclismo su strada che si svolge ogni anno a Negrar e sulle colline della Valpolicella, in Italia. Corsa tradizionalmente il martedì dopo Pasqua, si tiene dal 1961 e dal 2005 fa parte del calendario dell'UCI Europe Tour come gara di classe 1.2U, aperta quindi ai soli ciclisti Under-23.